# Kaladhungi
Kaladhungi es un pueblo y  nagar Panchayat situado en el distrito de Nainital,  en el estado de Uttarakhand (India). Su población es de 7611 habitantes (2011). Se encuentra a 30 km de Nainital.

## Demografía
Según el censo de 2011 la población de Kaladhungi era de 7611 habitantes, de los cuales 3983 eran hombres y 3628 eran mujeres. Kaladhungi tiene una tasa media de alfabetización del 79,53%, superior a la media estatal del 78,82%: la alfabetización masculina es del 84,97%, y la alfabetización femenina del 73,54%.